# Desa Lengkongjaya (administrativ by i Indonesien, lat -7,20, long 107,92)
Desa Lengkongjaya är en administrativ by i Indonesien.   Den ligger i provinsen Jawa Barat, i den västra delen av landet, 160 km sydost om huvudstaden Jakarta.